# Brian Asbury
Brian Asbury (Miami, 1º ottobre 1986) è un ex cestista statunitense.